# Tupa (rzeka)
Tupa (także Tępa, Dupa, Duba, Dupła; ukr. Тупа Tupa, Дупла Dupła) – rzeka na Ukrainie, w rejonach czortkowskim i zaleszczyckim obwodu tarnopolskiego, prawy dopływ Seretu. Ma 44 km długości, a jej dorzecze zajmuje powierzchnię 229 km².
Wypływa na łączkach między Pauszówką i Jagielnicą Starą, skąd jako mała struga płynie na południowy wschód dolinką Kaplichową. Wpłynąwszy na obrzeża Jagielnicy zwraca się na południe, płynąc po zachodniej stronie drogi wiodącej do Zaleszczyk i mijając wsie Muchawka i Świdowa, przepływając tam kolejno przez cztery stawy. W dalszym swoim biegu przecina osiedle Tłuste, wieś Hołowczyńce i płynie obok Karolówki. Następnie przepływa przez Worwolińce, Hińkowce, Chartanowce, Uhryńkowce i Dupliska, po czym w Bedrykowcach zwraca się na południowy wschód, płynąc równolegle do Dniestru przez wieś Kasperowce, w której wpada z prawej strony do Seretu. Jej dopływami są potoki Antonówka i Anielówka (obydwa prawostronne), oprócz tego liczne pomniejsze strugi spływają do niej z sąsiednich pól i wzgórz.
Rzeka płynie umiarkowanie krętym korytem. W dolnym biegu wycina kanion osiągający u ujścia do 70–80 m głębokości i 1,5–2 km szerokości. W wydanym w 1919 r. „Ilustrowanym przewodniku po Galicyi (...)” Mieczysław Orłowicz podawał opis ...bardzo głębokiego jaru Dupy, który ze względu na swe warstwice kamienne i liczne fantastyczne skały jest częstym celem wycieczek geologów (...). Na obu brzegach występują wąskie tarasy zalewowe, które w górnym biegu są miejscami zabagnione.
Rzeka ma szerokość 5–7 m, spadek wynosi 4,2 m/km. Zamarza w grudniu, taje na przełomie lutego i marca. W górnym biegu występują stawy. Rzeka wykorzystywana jest do celów gospodarczych.